# Правительственный квартал (Иерусалим)
Правительственный квартал Иерусалима (ивр. קריית הממשלה‎, также ивр. קריית בן-גוריון‎ Квартал Бен-Гуриона) — квартал правительственных зданий, расположенный в районе Гиват-Рам в Иерусалиме и представляющий собой совокупность зданий законодательной, исполнительной и судебной власти в Государстве Израиль. Квартал, который непрерывно строился с 1950-х годов, сегодня является центральной частью крупномасштабного плана расширения Иерусалима, в который, помимо зданий государственных учреждений, планируется включить также национальные культурные здания, национальные памятники и символы, а места сбора и отдыха — под новым названием «Национальный квартал» (Кирьят ха-Леум).

## История
Вскоре после образования государства и в ответ на требование ООН об интернационализации города Иерусалима в декабре 1949 года израильское правительство во главе с Давидом Бен-Гурионом приняло решение о переносе государственных учреждений из Тель-Авива в Иерусалим. С целью размещения правительственных учреждений и основных государственных учреждений был произведён поиск района в центре Иерусалима в районе улицы Яффо, а когда ничего не было найдено, был выбран свободный холм на западе города в районе «Гиват-Рам», который примыкал к центру города и основным деловым центрам. Это соответствовало генеральному плану Иерусалима, разработанному группой архитекторов во главе с Хайнцем Рау, который стал известен как «План Рау» и определил «Гиват-Рам» как центр правительственных учреждений государства.
В этом районе находятся основные здания трех органов власти Государства Израиль:
- Здание парламента — Кнессета
- Здания исполнительной власти — Канцелярии премьер-министра, МИД, минфина, МВД и объединённое здание минтранса, минтуризма и минэкономики
- Здание Верховного суда.

Строительство правительственных зданий, начатое в 1950 году, продолжалось долгие годы. Из запланированных правительственных учреждений только три были построены в течение первого десятилетия создания государства.
Первоначальный план создания правительственного квартала был разработан архитекторами Мунио Вайнраубом и Альфредом Мансфельдом, но он не был реализован, и в конце концов правительственный квартал был построен без единого генерального плана. Правительственные учреждения были построены разбросанными на открытых площадках, чтобы можно было строить квартал поэтапно, не оставляя видимости незавершённой территории или полу-завершённых зданий. В рамках этапа строительства, который должен был быть начальным (и был окончательным), были созданы три министерства центрального правительства — канцелярия премьер-министра, министерство финансов и министерство внутренних дел . Позже должны были быть построены ещё четыре здания. Между зданиями было разрешено устроить открытые парковые участки, которые с годами стали автостоянками для офисных работников и закрытыми территориями из-за необходимости обеспечения безопасности для защиты общественных деятелей, работающих в этих офисах.
Первые здания были построены в духе интернационального стиля, принятого в период Мандата, где каждый этаж имеет центральный коридор с офисами по обеим сторонам и на концах. Во избежание возведения чрезмерно массивных построек, и для того, чтобы интегрироваться с горной поверхностью, постройки строились в три приема для каждого корпуса (каждый корпус — это три здания, соединённые друг с другом по наклону холма). Здания облицованы иерусалимским камнем, причем каждый этаж отделён от предыдущего щелью в каменном склоне.
Здание Кнессета было спроектировано в конце 1950-х годов в другом стиле в рамках архитектурного конкурса и открыто в 1966 году. Во второй половине 1970-х годов в Правительственном квартале было возведено здание Банка Израиля (открыто в 1981 году), также в уникальном стиле, отличающемся от остальных зданий правительственного квартала. Объёмно-пространственное решение здания представляет собой «перевёрнутую пирамиду», вдохновленную Бостонской ратушей. Здание облицовано пиленным камнем, который широко использовался в строительстве в Иерусалиме в то время. Во второй половине 1980-х годов было спроектировано и построено здание Верховного суда (открыто в 1992 году), также в своем неповторимом стиле и после архитектурного конкурса. Позже были запланированы два дополнительных правительственных офисных здания — здание Министерства иностранных дел (открыто в 2003 году) и здание Дженери (открыто в 2004 году), в котором размещаются Министерство транспорта, Министерство туризма и Министерство экономики.
Несмотря на существование правительственного квартала, многие государственные офисы и их подразделения по-прежнему разбросаны по арендованным зданиям по всему Иерусалиму. В течение 1980-х годов некоторые из этих старых офисов и новые офисы, которые были созданы (например офис Министерства науки и технологий), были сосредоточены в правительственном квартале в Восточном Иерусалиме в районе Шейх-Джаррах. Район правительственных учреждений в Восточном Иерусалиме вместе с национальной штаб-квартирой израильской полиции называется «Квартал Менахема Бегина»  (в честь премьер-министра Менахема Бегина, который инициировал его создание). В 2013 году дополнительные офисы были сосредоточены в «пивных башнях» на западе города.

## Галерея

Правительственный квартал Иерусалима
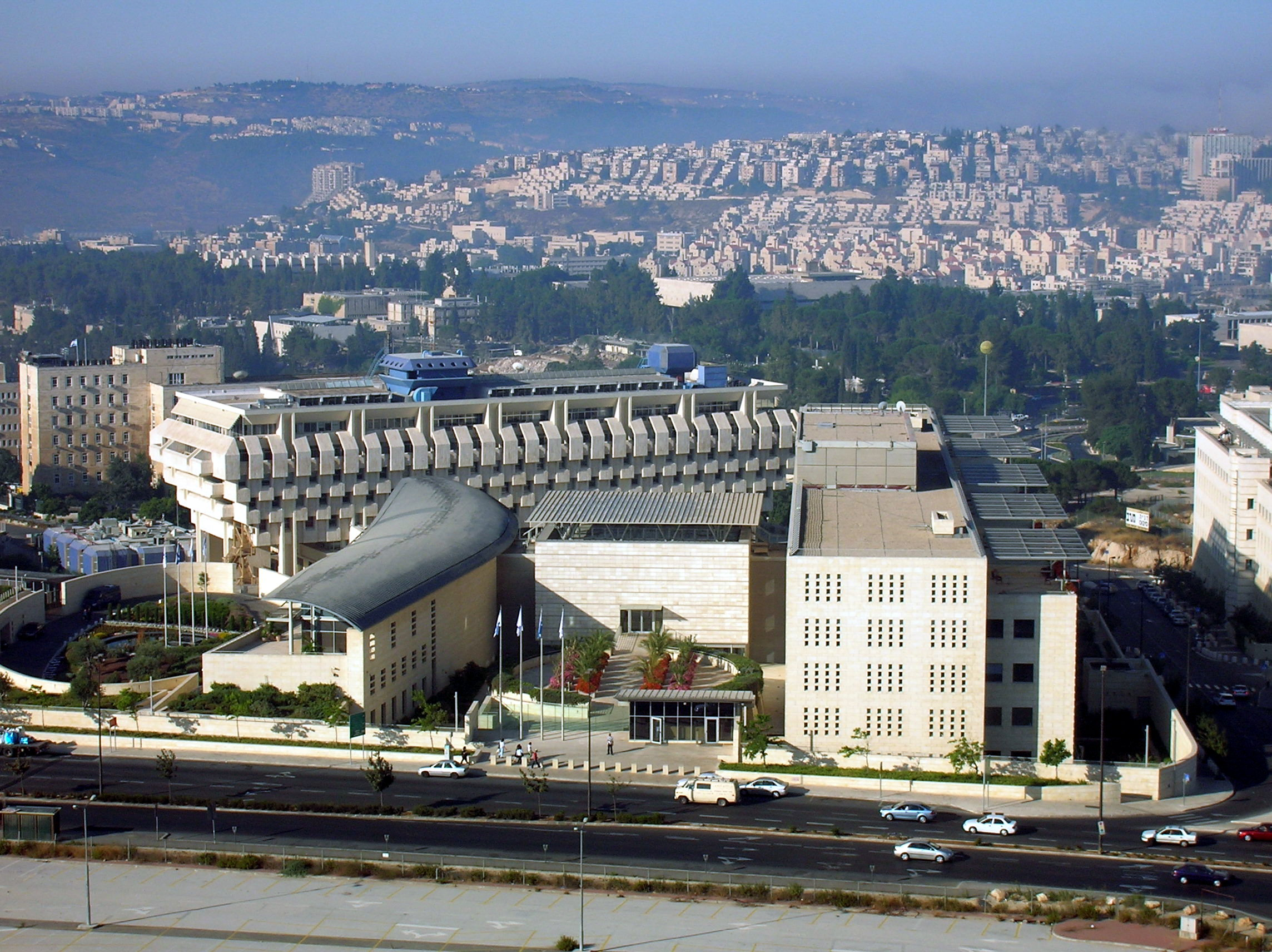
Вид сверху
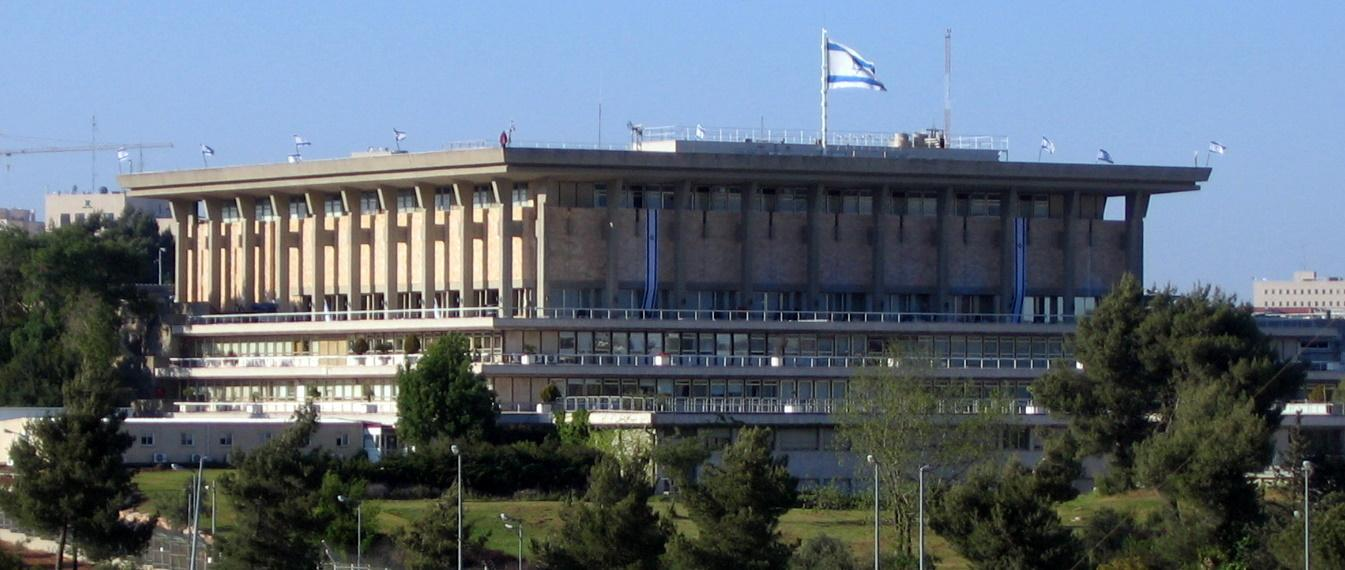
Резиденция Кнессета — вид с юга
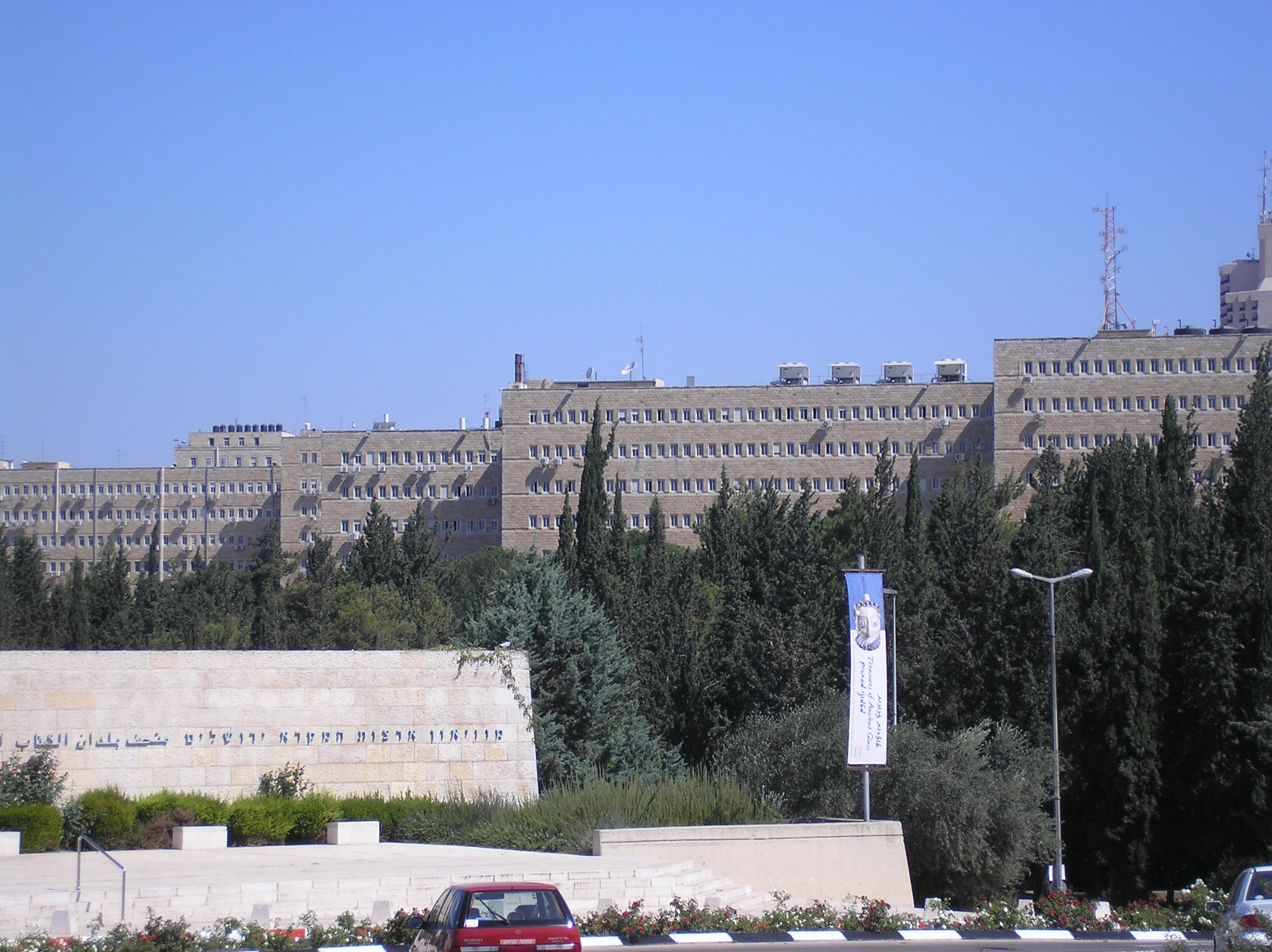
Правительственный квартал — вид из Музея Израиля. На переднем плане Музей библейских стран
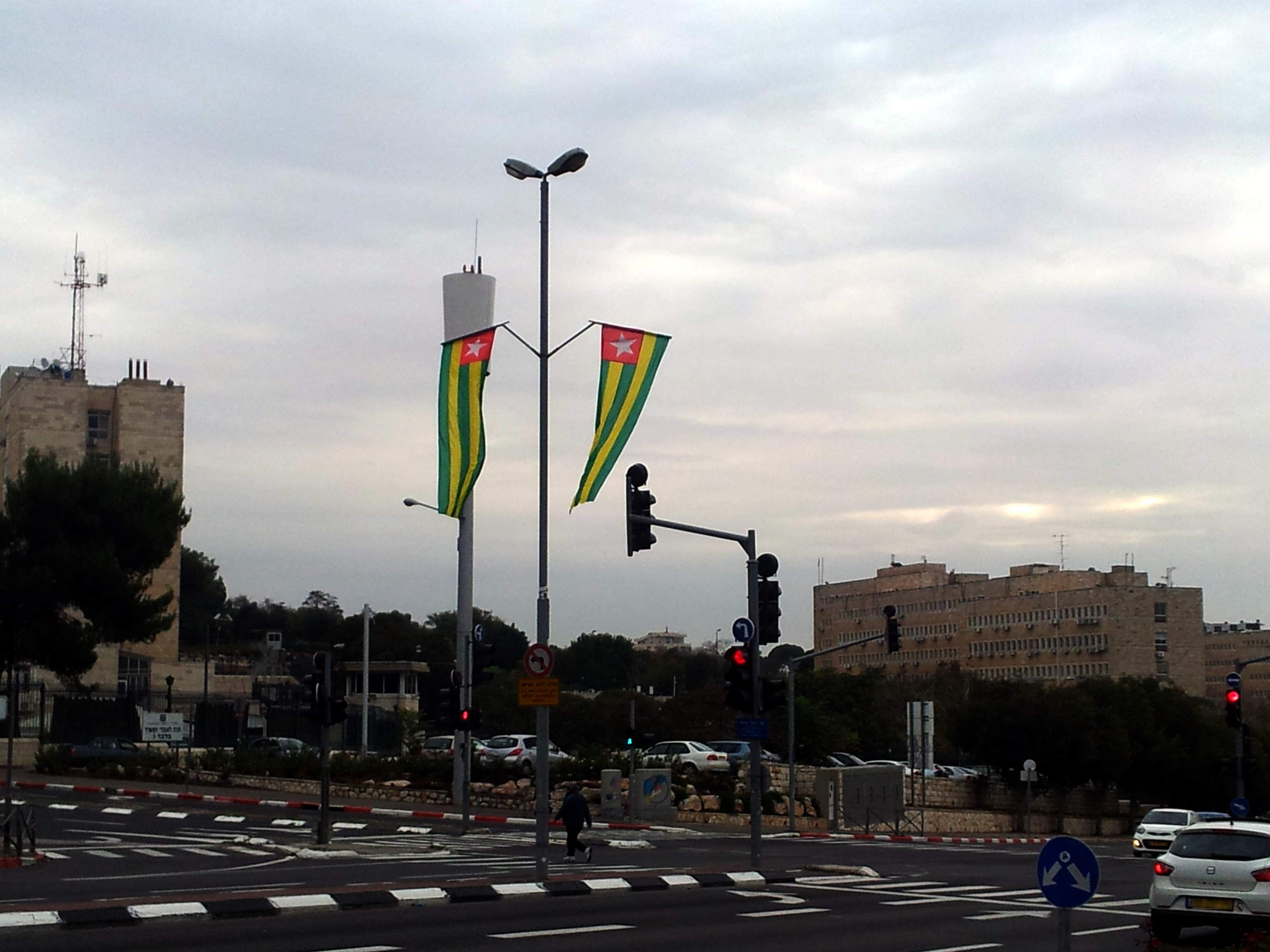
Во время визитов глав государств у входа в здание правительства и на дорогах, ведущих к нему, вывешивался государственный флаг